# Partido de la Independencia del Reino Unido
El Partido de la Independencia del Reino Unido (en inglés, United Kingdom Independence Party; UKIP) es un partido político británico fuertemente euroescéptico y de derecha populista fundado en 1993. Su principal reivindicación fue la secesión por parte del Reino Unido de la Unión Europea.

## Historia
Fue fundado el 1993 por Alan Sked y otros miembros de la Liga Antifederalista y del ala euroescéptica del Partido Conservador, contrarios al Tratado de Maastricht y a la adopción del euro como moneda común. Se presentó en las elecciones de 1997, pero fue eclipsado por el Partido del Referéndum de James Goldsmith. Sked dimitió, pero la muerte repentina de Goldsmith provocó la disolución de su partido, y la nueva cabeza, Michael Holmes, los integró en el partido. Así, a las elecciones europeas de 1999 obtuvieron el 7 % y tres eurodiputados (Michael Holmes, Nigel Farage y Jeffrey Titford).
En 2000 tuvo problemas internos que se saldaron con la dimisión de Holmes (quien en un discurso había pedido más poderes por el Parlamento europeo y contra la Comisión Europea) y fue sustituido por Titford. Este también dimitió después del fracaso al obtener representación a las generales de 2001, como las escocesas y galesas de 1999. El sucesor, en 2002, fue Roger Knapman.
Organizaron también una campaña para votar no en el referéndum por la constitución europea, pero a pesar del éxito no obtienen representación parlamentaria a las elecciones de 2005 ni a las escocesas y galesas de 2003. En 2004 intentaron atraer el eurodiputado laborista Robert Kilroy-Silk, pero este dimitió el 2005 y fundó su propio grupo, Veritas, del que también dimitió en 2006.
En 2006 fue elegido líder del partido Nigel Farage, quien mezcla ideología conservadora y liberal y propone por el 2007 cambiar el nombre del partido a Independence Party. El 3 de noviembre de 2008 el Partido Nacional Británico los propuso ir juntos a las europeas, pero no aceptan. En las municipales de 2006, obtiene representación a Hartlepool (Stephen Allison) y Bromley and Chislehurst (Nigel Farage). Pero a las elecciones a la Asamblea del Gran Londres de 2008 bajó del 8 % al 2 %, y su candidato a alcalde, Gerald Batten, obtiene el 5 %; en las elecciones locales de Inglaterra y Gales del mismo año obtiene un regidor a Newcastle-upon-Lyme y otro a Hartlepool.
Pese a obtener un bajo nivel de adhesión en las elecciones locales y de alcanzar un 3,1% de los votos en las elección general de 2010, logró buenos resultados en las elecciones al Parlamento Europeo, obteniendo 12 escaños y el segundo lugar a nivel nacional en las últimas elecciones de 2009. 
Sin embargo en las elecciones municipales del Reino Unido de 2013, el UKIP se hizo con el 25% de los votos en los municipios que se presentaba, según las estimaciones de la BBC, y ha obtenido 147 concejales. Muy pocos al lado de los 2300 que estaban en juego, pero un número muy elevado si se tiene en cuenta que en 2009 solo tenía ocho ediles en esos mismos ayuntamientos. La BBC estima que, proyectados a nivel nacional (y no solo en los municipios en los que se votó el jueves), el Partido Laborista habría obtenido el 29% de los votos, los conservadores 25%, UKIP 23% y los liberales el 14%. Una proyección demasiado especulativa para tenerla muy en cuenta. La participación fue del 31%.
En 2014, Douglas Carswell, un exconservador que había ingresado en UKIP, fue elegido diputado del partido en la Cámara de los Comunes, el primero del partido, siendo después reelegido por el escaño de Clacton en Essex en una elección parcial. En las elecciones generales del Reino Unido de 2015, el partido obtuvo un escaño, pero su líder Nigel Farage dimitió de su cargo tras no lograr ser electo como diputado, dejando el puesto vacante pero, debido a una petición de los militantes, la dirección del partido desestimó la dimisión de Farage.
En las elecciones europeas de 2014 el UKIP tiene obtuvo 24 eurodiputados en el Parlamento Europeo, más que el resto de partidos británicos.
En las elecciones generales del Reino Unido de 2015, el UKIP tuvo un gran aumento en su electorado (obtuvo el 12,6), pero obtuvo sólo un escaño.
El 28 de noviembre de 2016, Paul Nuttall sustituyó a Farage como líder del partido, quien desempeñaba el cargo interinamente desde la marcha de Diane James una semana antes.
Después de las elecciones generales del Reino Unido de 2017 expuso su renuncia del liderazgo.
El UKIP sufrió una gran escisión a manos del Partido del Brexit en 2019, y perdió toda su representación tras las elecciones al Parlamento Europeo.

## Líderes del partido
- Alan Sked (1993-1997)
- Craig Mackinlay (1997, interino)
- Michael Holmes (1997-2000)
- Jeffrey Titford (2000–2002)
- Roger Knapman (2002–2006)
- Nigel Farage (2006–2009)
- Lord Pearson of Rannoch (Malcolm Pearson) (2009-2010)
- Jeffrey Titford (2010, interino)
- Nigel Farage (2010-2016)
- Diane James (2016)
- Nigel Farage (2016, interino)
- Paul Nuttall (2016-2017)
- Henry Bolton (2017-2018)
- Gerard Batten (2018-2019)
- Piers Wauchope (2019, interino)
- Richard Braine (2019)
- Patricia Mountain (2019-2020, interina)
- Freddy Vachha (2020)
- Neil Hamilton (2020-)

## Resultados electorales

### Elecciones generales
| Elección | Votos          | Porcentaje | Escaños | +/- |
| -------- | -------------- | ---------- | ------- | --- |
| 1997     | 105 722 (#11)  | 0,34%      | 0/659   |     |
| 2001     | 390 563 (#5)   | 1,50%      | 0/659   |     |
| 2005     | 605 973 (#4)   | 2,20%      | 0/646   |     |
| 2010     | 919 471 (#4)   | 3,10%      | 0/650   |     |
| 2015     | 3 881 099 (#3) | 12,60%     | 1/650   | 1   |
| 2017     | 593 852 (#5)   | 1,80%      | 0/650   | 1   |
| 2019     | 22 817 (#13)   | 0,10%      | 0/650   |     |
| 2024     | 6 530 (#27)    | 0,02%      | 0/650   |     |

### Elecciones al Parlamento Europeo
| Elección | Votos          | Porcentaje | Escaños | +/- |
| -------- | -------------- | ---------- | ------- | --- |
| 1994     | 150 251 (#9)   | 0,95%      | 0/87    |     |
| 1999     | 696 057 (#4)   | 6,52%      | 3/87    | 3   |
| 2004     | 2 650 768 (#3) | 15,60%     | 12/78   | 9   |
| 2009     | 2 498 226 (#2) | 16,0%      | 13/72   | 1   |
| 2014     | 4 376 635 (#1) | 26,6%      | 24/73   | 11  |
| 2019     | 554 463 (#12)  | 3,2%       | 0/73    | 24  |